# Copa de Competencia Liga Argentina
La Copa de Competencia Liga Argentina fu organizzata dalla Liga Argentina de Football, furono organizzate solamente due edizioni, nel 1932 e nel 1933.

## Formula del torneo
In entrambe le edizioni del torneo parteciparono 18 squadre (la maggior parte provenienti da Buenos Aires); tutti i turni erano ad eliminazione diretta fino alla finale, che decretava il vincitore del torneo.

## Albo d'oro
DI seguito sono riportati i risultati delle finali
- 1932 River Plate 3:1 Estudiantes La Plata
- 1933 Racing Club 4:0 San Lorenzo de Almagro